# فاهری
فاهری (به انگلیسی: Fahree) با نام اصلی فخری اسماعیل‌اف (به انگلیسی: Fakhri Ismayilov) (زاده ۱۱ آوریل ۱۹۹۵) خواننده اهل جمهوری آذربایجان است.
او به همراه ایلکین دوولتوف نماینده جمهوری آذربایجان در یوروویژن ۲۰۲۴ بود.